# Entéropeptidase
L'entéropeptidase (EC 3.4.21.9) (ou entérokinase) est une enzyme de la famille des hydrolases intervenant dans la digestion. Elle est produite par les cellules épithéliales du duodénum puis sécrétée par les glandes duodénales, les cryptes de Lieberkühn, chaque fois que de la nourriture passe de l'estomac dans le duodénum. Le rôle principal de l'entéropeptidase est d'activer le trypsinogène en trypsine par élimination d'un oligopeptide C-terminal, et a donc un rôle-clé dans la digestion.
Bien qu'elle ait un mécanisme d'action de type protéase à sérine, elle n'est pas inhibée par les inhibiteurs de trypsine.
Elle est formée de deux chaînes : une chaîne lourde (82 à 140 kD) qui permet de fixer l'enzyme sur la paroi intestinale, et une chaîne légère (35 à 62 kD) qui contient le site actif.
Des cas isolés d'insuffisance génétique en entéropeptidase ont été rapportés.

## Mécanisme d'action
L'entérokinase catalyse la réaction suivante :
Val-(Asp)4-Lys-Ile-Val~(trypsinogène) → Val-(Asp)4-Lys (hexapeptide) + Ile-Val~(trypsine).
L'entérokinase coupe au niveau d'une lysine à condition qu'elle soit précédée de 4 acides aspartiques, et qu'elle ne soit pas suivie d'une proline.
En dépit de son nom, l'entérokinase n'est pas une kinase. Elle fut nommée ainsi parce qu'elle modifie le degré d'activité enzymatique de son substrat par une réaction de clivage protéolytique. Les kinases agissent de même par une réaction de phosphorylation.

## Séquence
L'entéropeptidase humaine comporte 1019 acides aminés (784 acides aminés pour la chaîne lourde et 235 pour la chaîne légère).
| 10 MGSKRGISSR  | 20 HHSLSSYEIM  | 30 FAALFAILVV  | 40 LCAGLIAVSC   | 50 LTIKESQRGA   | 60 ALGQSHEARA  |
| 70 TFKITSGVTY  | 80 NPNLQDKLSV  | 90 DFKVLAFDLQ  | 100 QMIDEIFLSS  | 110 NLKNEYKNSR  | 120 VLQFENGSII |
| 130 VVFDLFFAQW | 140 VSDENVKEEL | 150 IQGLEANKSS | 160 QLVTFHIDLN  | 170 SVDILDKLTT  | 180 TSHLATPGNV |
| 190 SIECLPGSSP | 200 CTDALTCIKA | 210 DLFCDGEVNC | 220 PDGSDEDNKM  | 230 CATVCDGRFL  | 240 LTGSSGSFQA |
| 250 THYPKPSETS | 260 VVCQWIIRVN | 270 QGLSIKLSFD | 280 DFNTYYTDIL  | 290 DIYEGVGSSK  | 300 ILRASIWETN |
| 310 PGTIRIFSNQ | 320 VTATFLIESD | 330 ESDYVGFNAT | 340 YTAFNSSELN  | 350 NYEKINCNFE  | 360 DGFCFWVQDL |
| 370 NDDNEWERIQ | 380 GSTFSPFTGP | 390 NFDHTFGNAS | 400 GFYISTPTGP  | 410 GGRQERVGLL  | 420 SLPLDPTLEP |
| 430 ACLSFWYHMY | 440 GENVHKLSIN | 450 ISNDQNMEKT | 460 VFQKEGNYGD  | 470 NWNYGQVTLN  | 480 ETVKFKVAFN |
| 490 AFKNKILSDI | 500 ALDDISLTYG | 510 ICNGSLYPEP | 520 TLVPTPPPEL  | 530 PTDCGGPFEL  | 540 WEPNTTFSST |
| 550 NFPNSYPNLA | 560 FCVWILNAQK | 570 GKNIQLHFQE | 580 FDLENINDVV  | 590 EIRDGEEADS  | 600 LLLAVYTGPG |
| 610 PVKDVFSTTN | 620 RMTVLLITND | 630 VLARGGFKAN | 640 FTTGYHLGIP  | 650 EPCKADHFQC  | 660 KNGECVPLVN |
| 670 LCDGHLHCED | 680 GSDEADCVRF | 690 FNGTTNNNGL | 700 VRFRIQSIWH  | 710 TACAENWTTQ  | 720 ISNDVCQLLG |
| 730 LGSGNSSKPI | 740 FSTDGGPFVK | 750 LNTAPDGHLI | 760 LTPSQQCLQD  | 770 SLIRLQCNHK  | 780 SCGKKLAAQD |
| 790 ITPKIVGGSN | 800 AKEGAWPWVV | 810 GLYYGGRLLC | 820 GASLVSSDWL  | 830 VSAAHCVYGR  | 840 NLEPSKWTAI |
| 850 LGLHMKSNLT | 860 SPQTVPRLID | 870 EIVINPHYNR | 880 RRKDNDIAMM  | 890 HLEFKVNYTD  | 900 YIQPICLPEE |
| 910 NQVFPPGRNC | 920 SIAGWGTVVY | 930 QGTTANILQE | 940 ADVPLLSNER  | 950 CQQQMPEYNI  | 960 TENMICAGYE |
| 970 EGGIDSCQGD | 980 SGGPLMCQEN | 990 NRWFLAGVTS | 1000 FGYKCALPNR | 1010 PGVYARVSRF | TEWIQSFLH      |